# Carlo Sorcinelli
Carlo Gualtiero Sorcinelli (Porto Recanati, 27 febbraio 1920 – Mare di Corsica presso le Bocche di Bonifacio, 10 aprile 1944) è stato un militare e marinaio italiano, decorato di Medaglia d'oro al valor militare alla memoria durante il corso della seconda guerra mondiale.

## Biografia
Nacque a Porto Recanati il 27 febbraio 1920, figlio di Oscar Renato e Lidia Mangarini. Si arruolò nella Regia Marina nel 1938, iniziando a frequentare la Regia Accademia Navale di Livorno, compiendo alcune crociere di addestramento a bordo della nave scuola Cristoforo Colombo. Uscì dall'Accademia il 28 agosto 1941 con il grado di guardiamarina, imbarcandosi sull'incrociatore leggero Luigi di Savoia Duca degli Abruzzi e poi sul cacciatorpediniere Camicia Nera. Divenuto sottotenente di vascello, dal maggio al settembre 1943 prestò servizio sulla nave scuola Amerigo Vespucci. Sbarcato per divenire insegnante presso l'Accademia Navale, dopo la firma dell'armistizio dell'8 settembre 1943 iniziò a combattere contro i tedeschi. Già decorato sul campo con una Medaglia di bronzo e due Croci di guerra al valor militare, fu assegnato al Gruppo Mezzi d'Assalto, e  poi trasferito in dicembre alla flottiglia MAS de La Maddalena, per assumere il comando del MAS 505.
Il 10 aprile 1944, mentre a bordo del suo M.A.S. 505 stava navigando alla volta di Bastia, per svolgere una missione di collegamento fu ucciso da alcuni marinai ammutinatisi. I sottufficiali Giuseppe Cattaneo e Adelchi Vedana, e i sottocapi Antonio Cesare Dorio, Egidio Silvestri e Federico Altovillo Azzalin si impossessarono dell'unità con le armi, e, oltre a lui uccisero anche il tenente di vascello Primo Sarti, e il capitano di fregata Marcello Pucci Boncambi, ferendo anche un altro sottufficiale, e diressero poi per Porto Santo Stefano, dove consegnarono il MAS ai tedeschi. Questi ultimi disposero che le salme dei tre ufficiali fossero tumulate nel cimitero di Orbetello con tutti gli onori militari, alla presenza di un picchetto armato italo-tedesco. Tutti e tre gli ufficiali furono successivamente decorati con la Medaglia d'oro al valor militare alla memoria.
Appena saputo del fatto il principe Junio Valerio Borghese, comandante della X MAS della Marina Nazionale Repubblicana, diede ordine di arrestare e processare gli esecutori materiali dell'assassinio, ma essi erano già stati scarcerati dai tedeschi, malgrado le furiose proteste della marina della RSI, dopo aver passato un breve periodo di detenzione nel carcere di Perugia. Dopo la fine della guerra la sua salma venne esumata il 10 luglio 1945 e sottoposta ad autopsia, e il processo agli autori materiali, nel frattempo emigrati nelle Americhe, iniziò a La Spezia il 23 maggio 1947. Dopo undici anni, i due autori principali del fatto, Giuseppe Cattaneo e Federico Altovillo Azzalin, furono condannati a trenta anni di carcere, che per effetto delle varie amnistie e condoni si ridussero a due.
A Carlo Sorcinelli è stata intitolata una via di Taranto.

### Fonti
1. 1 2 3 4  Marina Difesa.
2. ↑   Il processo del "Mas 505" a Firenze, in L'Unità, 21 giugno 1952,  p. 5 (archiviato dall'url originale il 4 marzo 2016).
3. 1 2 3 4  Combattenti Liberazione.
4. ↑   Raul Cristoforetti (a cura di), L'ammutinamento del MAS 505, su capodomo.it. URL consultato il 7 marzo 2018.
5. ↑  Tasselli 1997, p. 34.
6. 1 2 3 4 5 6 7 8 9  Tasselli 1997, p. 35.
7. ↑  Via Carlo Sorcinelli a Taranto..
8. ↑   Dettaglio decorato, su quirinale.it. URL consultato il 26 luglio 2014..